# Ganbatte ikimasshoi
Ganbatte ikimasshoi (がんばっていきまっしょい? lett. "Ce la metto tutta") è un dorama estivo in 10 puntate di NTV mandato in onda nel 2005, tratto da un romanzo di successo scritto da Yoshiko Shikimura. Precedentemente era uscito un film intitolato Give It All nel 1998 che narrava l'identica vicenda.
La storia tratta di una ragazza quindicenne che abita in una cittadina di mare: vuole creare una squadra femminile di canottaggio, ma per poter attuare il suo desiderio ha bisogno di trovare altri quattro membri.
Con l'aiuto del suo allenatore e amico d'infanzia Hiroyuki e della squadra maschile al gran completo, lei ed il suo team saranno in grado di superare tutti gli ostacoli che gli si frapporranno davanti.

## Protagonisti
- Anne Suzuki - Etsuko "Etsuneh" Shinomura
- Ryō Nishikido - Hiroyuki 'Boo' Sekino
- Junnosuke Taguchi - Saburo Nakata
- Saki Aibu - Rie 'Rih' Yano
- Mayuko Iwasa - Taeko "Dakko" Kikuchi
- Yuriko Ishida - Coach Hitomi Ono
- Shizuka Fujimoto - Mayumi 'Imocchi' Nakaura
- Hiroki Uchi - Saburo Nakata
- Aimi Satsukawa - Atsuko "Hime" Nakazaki
- Reina Asami - Noriko Shinomura
- Yoshie Ichige - Tomoko Shinomura
- Hiroyuki Ikeuchi - Ono
- Saya Yuki - Mizuki Uriu
- Ren Ōsugi - Yukio Shinomura
- Kasumi Takabatake - Kayo Onishi
- Megumi Seki - Chiemi Tanaka
- Kazuyuki Aijima - Shoichiro Fukuda
- Kinya Kikuchi - Reiji Sano
- Tomochika - Midori Nemoto
- Hanahara Teruko - Kinu Shinomura
- Fumiyo Kohinata - Mitsuru Nemoto
- Kana Matsumoto - Shinri Doi
- Shun Mitamura (boy's rowing club member)
- Tsuchiya Shiho - Fumie Ichihara
- Takahiro Hōjō - Kyoichi Yasuda
- Takuma Tanaka - Kubota
- Yūma Ishigaki - Nakajima
- Ishikawa Asami - Sayuri Tanaka (ep.9)

## Episodi
1. I want to row!
2. Blue sea of tears
3. Certain victory in the rookie battle
4. Screw this!
5. I like you
6. Sorrowful sea
7. The couple breaks up
8. The first night
9. Unfulfilled dream
10. Goodbye
11. SP- Secrets surrounding the birth of a legendary boat club and frank footage of the actors